# Враховице
Враховице (чеш. Vrahovice) је село у Оломоуцком крају Чешке Републике, у близини Простјејова. Административно припада Простјејову и има око 3.400 становника.